# Pic de Qüenca
El Pic de Qüenca és una muntanya de 2.639 metres que es troba al municipi d'Alt Àneu, a la comarca del Pallars Sobirà.
Aquest cim està inclòs al llistat dels 100 cims de la FEEC